# Françoise van den Bosch
Jkvr. Jeanne Françoise Marie van den Bosch (Hilversum, 29 februari 1944 – Amsterdam, 18 juli 1977) was een Nederlands beeldend kunstenaar die internationale bekendheid kreeg met haar robuuste en geordende sieraden. In retrospectief wordt Van den Bosch samen met Gijs Bakker en Emmy van Leersum gerekend tot de belangrijkste representanten van het Hollands glad, een typering afkomstig van Marion Herbst.

## Biografie
Van den Bosch was een telg uit het adellijke geslacht Van den Bosch en een dochter van bankier mr. Johannes Hendrik Otto graaf van den Bosch (1906–1994) en Benudina Maria Royaards (1912–1978), telg uit het geslacht Royaards. Ze studeerde in 1969 af aan de afdeling edelsmeden van de Academie van Beeldende Kunst en Kunstnijverheid in Arnhem.
Tijdens haar opleiding had Van den Bosch nagenoeg geen contact met andere studenten, met uitzondering van Suzanne Esser. Van den Bosch heeft samen met Esser vakken gevolgd aan de Gerrit Rietveld Academie te Amsterdam.
Al voordat Van den Bosch afstudeerde was haar werk te zien op de door Nederland en de Verenigde Staten reizende tentoonstelling Objects to wear in het Van Abbemuseum te Eindhoven.
Van den Bosch werkte met metalen als aluminium, messing, koper, alpaca, roestvrij staal, zilver en goud. Zij kwam tot haar sculpturale vormen door plaatmateriaal te doorboren en te buigen.
Van den Bosch was medeoprichter van de Bond van Oproerige Edelsmeden (BOE) in 1974 samen met Karel Niehorster, Onno Boekhoudt, Marion Herbst en de beeldhouwer Berend Peter. De bond werd gestart naar aanleiding van de veranderingen die in de jaren ervoor hadden plaatsgevonden in de sieradenwereld. BOE exposeerde onder meer in Londen en maakte de BOE-doos in een oplage van 100. In de doos van hout vervaardigd door de beeldhouwer Berend Peter had elk van de sieraadontwerpers een vierkant vak waarin zij hun visie op hun beroep vastlegden door middel van tekst en attributen.
In 1976 maakte Van den Bosch een achthoekige afscheidspenning in foedraal in opdracht van de PTT. Het symmetrische tweedelige foedraal bestaat uit een aan de uiteinden dichtgeknepen stuk buis van aluminium waarin de penning, eveneens van een geknepen stuk buis, wordt bewaard. Van 1977 tot de privatisering van de PTT in 1988 is de penning jaarlijks zo'n 25 maal uitgereikt.
Buiten sieraden heeft Van den Bosch ook een rammelaar, een servetring en bestek vervaardigd.
Op 33-jarige leeftijd overleed Van den Bosch in juli 1977 onverwacht in haar huis in Amsterdam.

## Stichting Françoise van den Bosch
Het doel van de Stichting Françoise van den Bosch is sieraadontwerpers te stimuleren en meer aandacht te genereren voor het vakgebied door onder meer lezingen en tentoonstellingen te organiseren alsook door het aankopen van werk ten behoeve van de Collectie Françoise van den Bosch en het toekennen van een tweejaarlijkse prijs, de Françoise van den Bosch Prijs.

## Tentoonstelling
- 1971: Sieraden van Françoise van den Bosch, Galerie-S, Amsterdam

## Publicaties
- 1978: Françoise van den Bosch (tentoonstellingscatalogus)
- 1990: Jerven Ober, Françoise van den Bosch (1944–1977)